# Jean Martin de Laubardemont
Jean Martin (ou Jean de Martin), baron de Laubardemont, est un magistrat français, né à Bordeaux vers 1590, mort à Paris le 22 mai 1656.

## Biographie

### Famille
Il appartient à une très riche famille bordelaise : son père Mathieu Martin, sieur de Laubardemont, est trésorier général de France en Guyenne et audiencier de la Chancellerie en Guyenne ; c'est lui qui, de 1608 à 1612, fait construire l'Hôtel de Laubardemont, sis au 40, cours du Chapeau-Rouge, à Bordeaux. Raymond Martin, frère de Mathieu, fait construire dans les mêmes années l'Hôtel Martin au 43, rue du Mirail, les deux par le même architecte, Henri Roche. Au moment des mariages royaux célébrés à Bordeaux en octobre et novembre 1615 (notamment celui de Louis XIII et d'Anne d'Autriche le 21 novembre), l'Hôtel Martin, le plus renommé de la ville, abrite la reine-mère Marie de Médicis, et l'Hôtel de Laubardemont le duc de Guise. 
Mathieu Martin a trois fils ayant vécu. Jean épouse en 1611 Isabeau de Nort, fille d'un conseiller au Parlement de Bordeaux. Vers 1620, il se remarie avec Éléonore-Thérèse Fourré de Dampierre, fille de David Fourré, seigneur de Dampierre. En 1624, il obtient du roi l'autorisation de donner à sa terre de Sablons, (acquise en 1607, avec un château et un moulin, et des droits de haute, moyenne et basse justice) le nom de « Laubardemont », portant désormais le titre de « baron de Laubardemont ».

### Carrière
Jean Martin succède, en 1612, à son beau-père de Nort dans ses fonctions au Parlement, il est choisi ensuite plusieurs fois comme député de la compagnie auprès du Conseil du roi. En 1620, il est élu premier jurat noble de Bordeaux. En 1627, il devient président à la première chambre des enquêtes du Parlement. Il résigne cet office en mars 1629 pour acquérir, peu après, la charge de premier président à la Cour des Aides créée à Agen en décembre de la même année. Le 4 novembre 1631 il obtient, grâce à l'appui du cardinal de Richelieu, un brevet de conseiller d'État.
Comme conseiller au Parlement de Bordeaux, il aurait déjà été chargé d'une commission pour faire le procès de sorciers du Béarn, à la suite de la campagne menée par Pierre de Rosteguy de Lancre ; il aurait poursuivi quelque cent cinquante accusés et envoyé au bûcher la moitié d'entre eux.
Il se rend à Loudun, en novembre-décembre 1631, puis en septembre 1633 pour s'occuper, non de l'affaire des religieuses possédées, mais de la démolition du château, mission que lui a confiée Richelieu. Rentré à Paris en novembre 1633, il est convoqué par le roi et le cardinal lors d'une séance du Conseil et chargé par des lettres patentes datées du 30 novembre de l'affaire Grandier. Il est parent de mère Jeanne des Anges, supérieure du couvent des possédées, et sa femme l'est de deux autres religieuses.
De 1633 à 1634, il est l'ordonnateur du procès pour sorcellerie d'Urbain Grandier, curé de Loudun, qu'il fait brûler vif, le 18 août 1634. 
Quatre ans plus tard, aux termes d'une commission datée du 5 juin 1638, il est chargé par Richelieu d'entamer l'information contre l'abbé de Saint-Cyran, incarcéré au château de Vincennes, le 15 mai précédent. 
En 1642, toujours homme de confiance du cardinal, il s'occupe du procès du marquis de Cinq-Mars et de François-Auguste de Thou. Sa manière de conduire ces procès à la convenance du tout-puissant ministre lui vaut une triste réputation : son nom devient synonyme de juge inique. 
Son château de Laubardemont est envahi et pillé pendant la Fronde.
Il décède à Paris le 22 mai 1656 et est enterré au cimetière Saint-Joseph.